# تراوح المنسوب

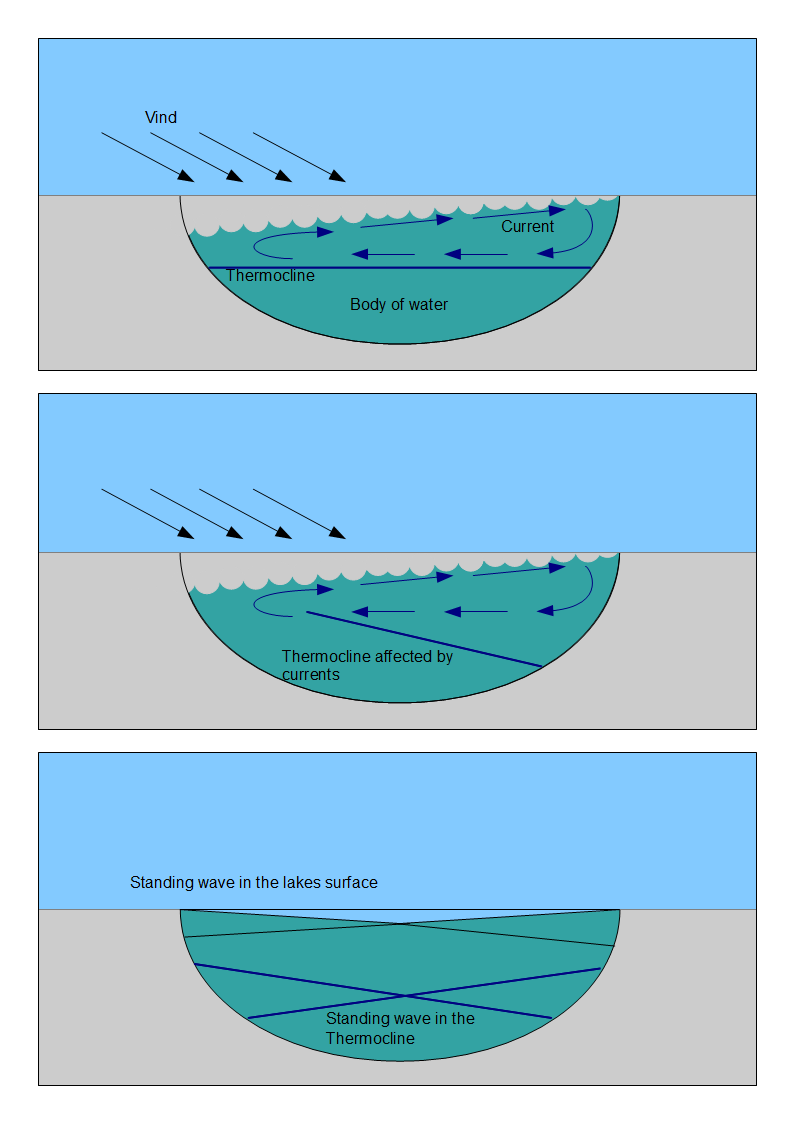

تراوح المنسوب أو المد البحيري (بالإنجليزية: Seiche)‏، هي موجة راكدة مُغلقة أو شيه مغلقة في الماء، وهي حركة الارتفاع والهبوط في سطح مياه الخزان والبحيرة، وهي حركة تتسم بالبطء واللادورية وقد تنشأ من الرياح أو عدم انتظام الضغط الجوي في منطقة التخزين.
تم إدخال هذا المصطلح من قبل عالم المياه السويسري فرانسوا ألفونس فورل في عام 1890، وكان أول من أبدى ملاحظات علمية حول التأثير في بحيرة ليمان، في سويسرا. وتنشأ الكلمة من اللهجة الفرنسية السويسرية وتعني «التأرجح ذهابًا وإيابًا» ، والتي يبدو أنها كانت تستخدم لفترة طويلة في المنطقة لوصف الاهتزازات في بحيرات جبال الألب.
يمكن أن يكون هذا التراوح في الموانئ سببه موجات طويلة أو موجات غير نافعة، ويرجع ذلك إلى تفاعل الموجات اللاخطية غير المتوازية مع موجات الرياح، حيث تكون فترات أطول من الأمواج المصاحبة للرياح.